# Prototypes
Die Prototypes sind eine Indie-Rockband aus Frankreich.
Die Mitglieder sind Stephane Bodin (Bass, Keyboards), Isabelle Le Doussal (Gesang) und Francois Marche (Gitarre). 
Die Band erlangte in Deutschland einige Bekanntschaft durch ihr Lied „Je ne te connais pas“, das 2007 in Werbespots für den BMW 1er benutzt wurde. Zudem fand 2006 das Musikstück „Who's Gonna Sing?“ im TV-Werbespot für den Apple iPod Verwendung.

## Diskographie

### Alben
- 2004: Tout le Monde Cherche Quelque Chose
- 2006: Mutants Mediatiques
- 2006: Prototypes, erstes in den USA verkauftes Album mit Liedern von den ersten zwei Alben
- 2008: Synthétique